# Santuario de Nuestra Señora de Icíar

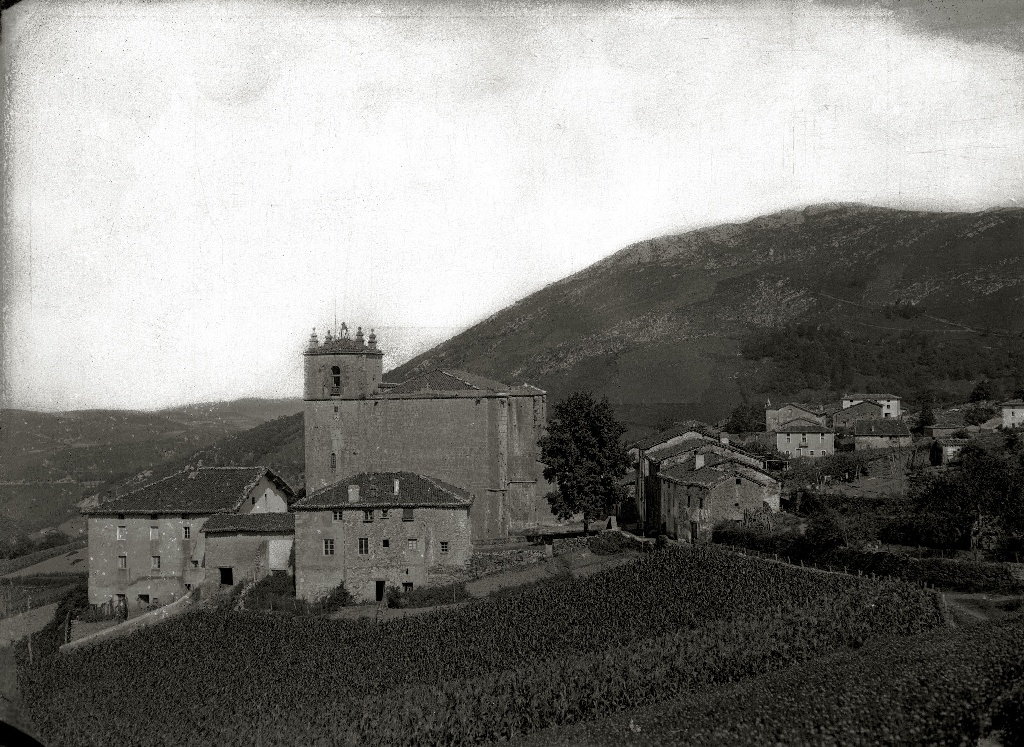
Santuario de Nuestra Señora de Icíar

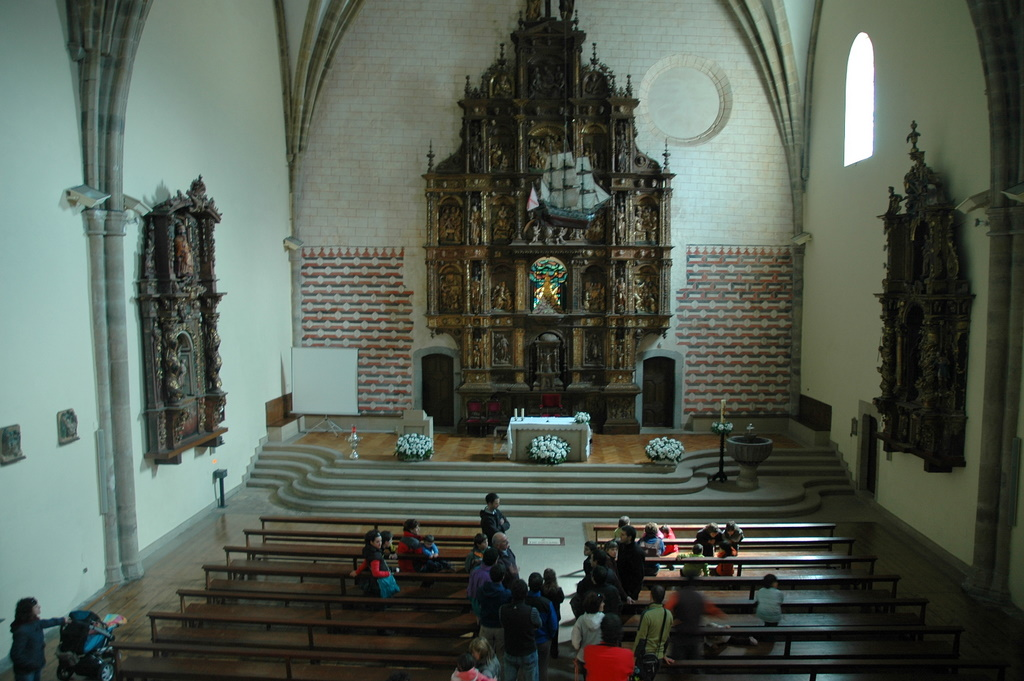
Interior del santuario de Nuestra Señora de Iciar, con el retablo de Andrés de Araoz (1561).

El santuario de Nuestra Señora de Icíar está situado a los pies del macizo kárstico de Izarraitz, uno de los relieves más pronunciados del Geoparque de la Costa Vasca. Es uno de los hitos más importantes del Camino de Santiago en la Vía del Norte. La Iglesia católica conmemora su festividad el día 6 de agosto.
La primera mención escrita del nombre Icíar (Ticiar) se remonta al año 1027. Dos siglos después, en 1294, Sancho IV de Castilla concedió carta puebla a la localidad de Icíar con el nombre de Monreal y en ella se menciona ya la iglesia local: «e demosles nuestra Yglesia que dicen de Santa María con todos los derechos que nos». Así, se cree que en aquella época había un templo allí.
Los muros del actual templo son de piedra caliza local, y en ellos se ven claramente construidos dos edificios, uno encima del otro.  El fondo probablemente data del siglo XVIII y, aunque están ciegas, se ven varias ventanas de aquella época. La portada es mucho más nueva, realizada entre 1722 y 1723.
Sobre aquella edificación centenaria se construyó en el siglo XVI el actual templo,  más alto, con contrafuertes y bóvedas de ojiva.

## Historia
Hacia 1620, el capitán ballenero Francisco de Sorarte, interceptó un kayak inuit, beothuk o mi´kmaq en "Tierra Nueva", un territorio que comprendía las costas de Québec, Labrador, Terranova y Groenlandia. Subió a bordo, probablemente contra su voluntad, el kayak y sus tripulantes, una familia  compuesta por padre, madre e hija, bautizada como María Iziar. La canoa estuvo colgada en la sacristía del santuario hasta la década de 1960 o 1970, en la que el cura destruyó aquel exvoto. Sin embargo, se conservan fotos de realizadas alrededor de 1930.